# غونتر فون روست
غونثر فون روست (بالألمانية: Hans-Günther von Rost)‏ هو عسكري ألماني، ولد في 15 نوفمبر 1894 في هانوفر في ألمانيا، وتوفي في 23 مارس 1945 في سيكشفهيرفار في المجر.